# Toussaint (Frankrijk)
Toussaint is een gemeente in het Franse departement Seine-Maritime (regio Normandië) en telt 679 inwoners (1999). De plaats maakt deel uit van het arrondissement Le Havre.

## Geografie
De oppervlakte van Toussaint bedraagt 4,5 km², de bevolkingsdichtheid is 150,9 inwoners per km².
De onderstaande kaart toont de ligging van Toussaint (Frankrijk) met de belangrijkste infrastructuur en aangrenzende gemeenten.

## Demografie
Onderstaande figuur toont het verloop van het inwonertal (bron: INSEE-tellingen).